# Hermann Joseph

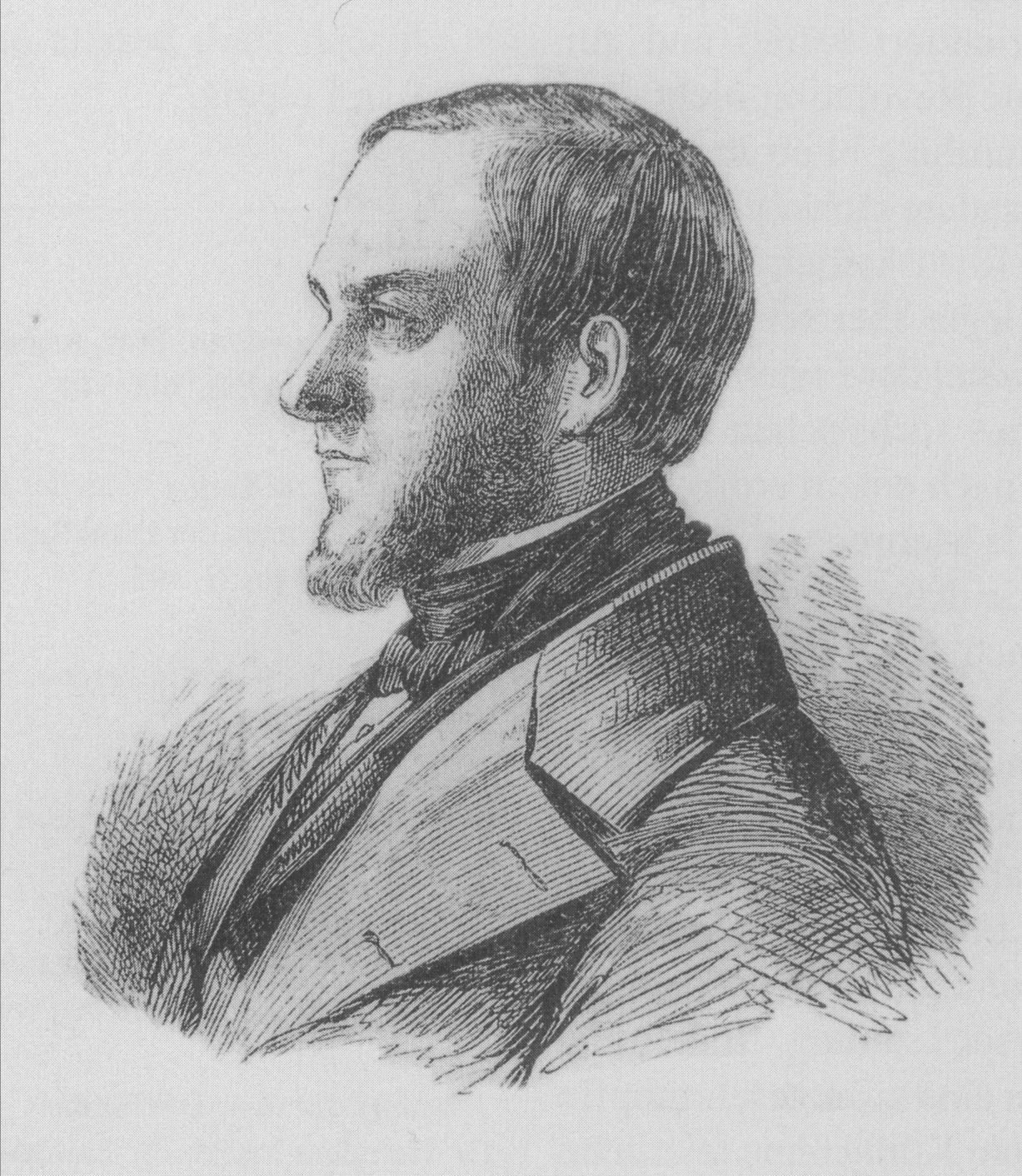
Hermann Joseph (1811–1869)

Hermann Gottlob Joseph (* 6. Dezember 1811 in Lucka; † 7. März 1869 in Leipzig) war ein deutscher Jurist und liberaler Politiker. Er war Mitglied der Frankfurter Nationalversammlung und im Sächsischen Landtag Präsident der I. Kammer.

## Leben und Wirken

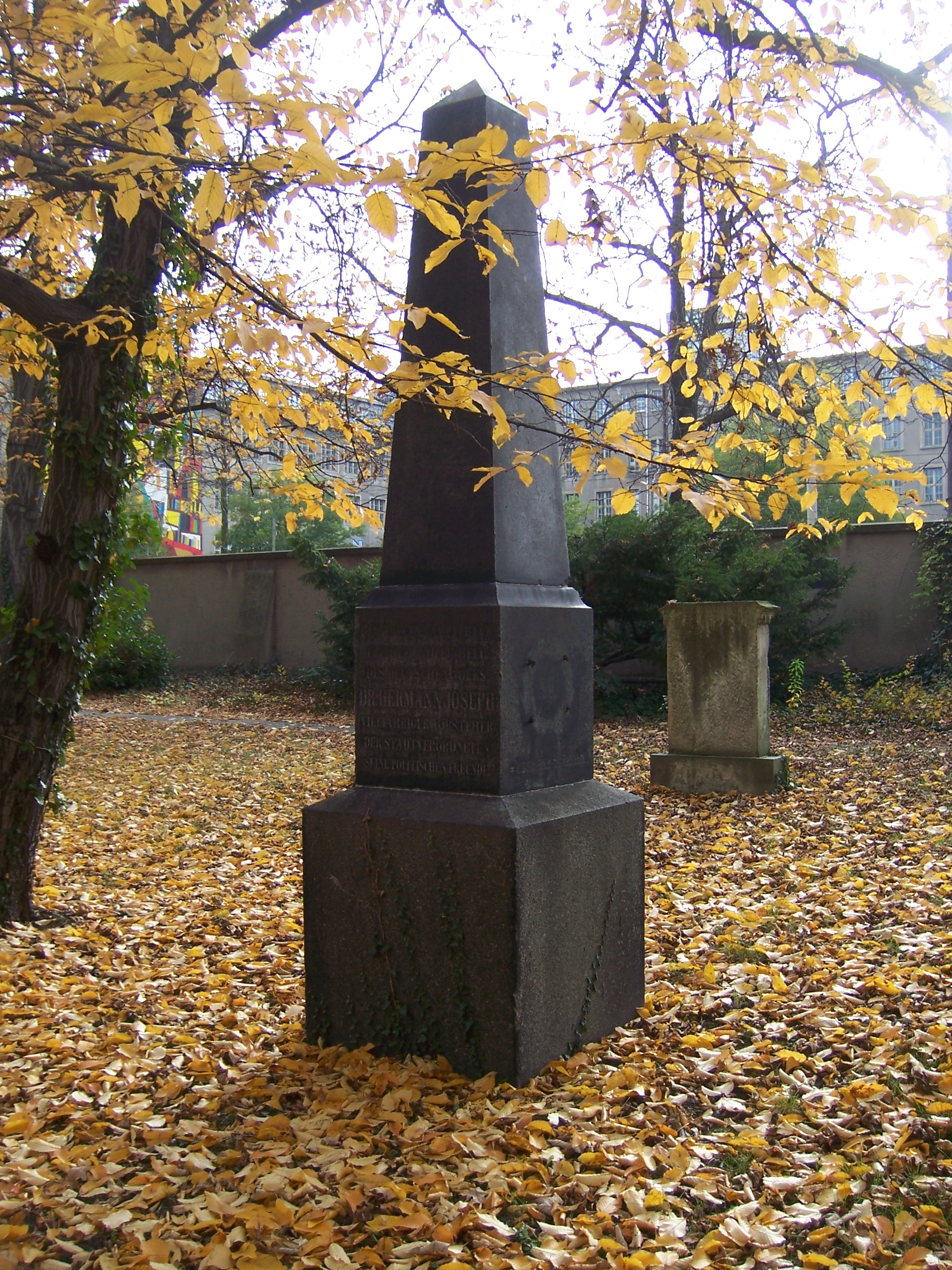
Grabstein Hermann Joseph vom Neuen Johannisfriedhof, jetziger Standort: Lapidarium Alter Johannisfriedhof Leipzig

Der Sohn eines Gutsbesitzers aus Lucka studierte nach dem Schulbesuch am Gymnasium in Altenburg an der Universität Leipzig von 1829 bis 1832 Rechtswissenschaften, in denen er auch promoviert wurde. Bereits in der Studienzeit entwickelte er ein politisches Engagement, indem er sich für den liberalen Nationalstaat einsetzte. Er war einer der Mitbegründer der zuvor 1819 zerschlagenen Leipziger Burschenschaft Germania, die im Revolutionsjahr 1830 einen Aufschwung erfuhr. 1835 wurde eine gerichtliche Untersuchung gegen ihn und 18 weitere Leipziger Burschenschafter (darunter auch Adolf Ernst Hensel) eingeleitet. In erster Instanz fiel ein Urteil zu Ungunsten der angeklagten Burschenschafter. Joseph wurde zu einer Gefängnisstrafe von drei Jahren verurteilt. Die verhängte Strafe musste jedoch nicht unmittelbar angetreten werden, da eine Publikation des Prozessverlaufs und des Urteilsspruchs sowie eine Intervention der II. Landtagskammer dies verhinderten. Im Verfahren vor dem Dresdner Oberappellationsgericht, das mit einem Freispruch endete, trat er neben dem späteren Landtagspräsidenten Wilhelm Schaffrath als Verteidiger auf. Im Zuge der Demagogenverfolgung wurde er im Schwarzen Buch der Frankfurter Bundeszentralbehörde (Eintrag Nr. 787) festgehalten.
1837 erwarb er ein Landgut in Lindenau bei Leipzig. Im Oktober 1838 ließ er sich in der benachbarten Messestadt als Rechtsanwalt nieder. In einer Nachwahl gelang ihm 1845 im 1. bäuerlichen Wahlbezirk der Einzug in die II. Kammer des Sächsischen Landtags. Mit den Worten „Radical ist der, welcher, was er tut, auch ganz und von ganzen Herzen ist, und was er will, ganz aus der Wurzel, aus der radix des Herzens will“ bekannte er sich 1846 in einer Debatte über das Verbot der als radikal geltenden demokratischen Sächsischen Vaterlands-Blätter zum Radikalismus. Als Konsequenz seiner Schlussfolgerung „Jeder, der wahrhaft liberal ist, [muss] auch radical-liberal sein“, wurde er als einziger sächsischer Parlamentarier bei Einladungen zu gesellschaftlichen Anlässen von den Ministern nicht berücksichtigt. Sein Zeitgenosse Bernhard Hirschel zählte ihn zu den fraglos liberalen Abgeordneten.
Im Frühjahr des Revolutionsjahres 1848 wurde er Mitglied im Zentralausschuss der Vaterlandsvereine. 1848 war er Mitglied des Vorparlaments. Seit Mai 1848 vertrat er zudem den Freiberger Wahlkreis in der Frankfurter Paulskirchenparlament, wo er sich der demokratischen Gruppierung Donnersberg anschloss. In der Nationalversammlung blieb er bis zum 11. Januar 1849, gab danach sein Mandat jedoch auf, weil er im Dezember 1848 als Abgeordneter des 50., 51. und 52. Wahlbezirks in die I. Kammer des heimischen Landtags gewählt wurde. Im neugewählten Landtag stellten die Demokraten die überwältigende Mehrheit der Abgeordneten. Als Kammerpräsident stand er diesem Landtag, dessen Hauptfokus auf der Einführung und Stärkung des sächsischen Parlamentarismus sowie der Anerkennung der Paulskirchenverfassung durch den sächsischen König Friedrich August II. lag, vor. Dieses Parlament wurde jedoch bereits am 28. April 1849 aufgelöst. Da er am Dresdner Maiaufstand nicht beteiligt war, konnte er im Parlament 1849/50 die Auseinandersetzung wieder aufnehmen; Kammerpräsident war jetzt aber Robert Georgi. Dieser Landtag wurde am 1. Juni 1850 ebenfalls aufgelöst und zwei Tage später durch die Regierung unter Ferdinand Zschinsky das liberalisierte Wahlrecht von 1848 für nichtig und das von 1831 für verbindlich erklärt. Joseph weigerte sich, sein Mandat in der II. Kammer des staatsstreichartig restituierten vormärzlichen Landtags wieder anzunehmen. In der Folge wurde ihm, wie auch Franz Xaver Rewitzer, das passive Wahlrecht entzogen.
Von 1859 bis zu seinem Tod war er noch Leipziger Stadtverordneter. 1862 wurde er in den Vorstand des linksliberalen Deutschen Nationalvereins, der nach 1849 zum Sammelbecken für eine Vielzahl oppositioneller Mitglieder der Nationalversammlung wurde, gewählt.

## Ehrungen
Im Leipziger Stadtteil Lindenau ist eine Straße nach ihm benannt.

## Schriften
- Vorstellung der Landtagsabgeordneten Joseph und Schaffrath an den König, Leipzig 1848.